# HPC International School
Die HPC International School ist eine Privatschule  in Heidelberg.  Sie begleitet Schüler ab der Grundschule auf dem Weg zum  International Baccalaureate Diploma.

## Geschichte
Die HPC International School wurde im Jahr 2017 als Teil des Heidelberger Privatschulcentrums (HPC) der F+U Unternehmensgruppe gegründet und befindet sich seit 2023 mit einem eigenen Campus in der Slevogtstraße 3–5 in Heidelberg. Angefangen mit 15 Schülern im IB Diploma Programme zählt sie aktuell rund 125 Schüler im Alter von 10 bis 20 Jahren.

## Lehrangebot
In der Schule wird nach dem Curriculum des International Baccalaureate komplett auf Englisch unterrichtet. Sie ist von der International Baccalaureate Organisation für das Primary Years Programme, IB Middle Years Programme sowie das IB Diploma Programme autorisiert. Ein weiterer Schwerpunkt ist der Unterricht im Fach Deutsch als Fremdsprache bzw. Deutsche Sprache und Literatur für Schüler mit fortgeschrittenen Sprachkenntnissen.
Der Abschluss ist in Deutschland gleichwertig zum Abitur und berechtigt zum Studium an deutschen Universitäten sowie an allen Universitäten weltweit.
Neben den gewohnten Unterrichtsfächern in der Stundentafel bietet die Schule zum Beispiel auch die Fächer Chinesisch, Digital and Product Design, Film, Psychology und Business Management an.

### Internat
Das Internat der HPC International School befindet sich direkt auf dem Schulcampus und bietet Platz für 13 Schüler.
Die Internatsschüler haben die Möglichkeit an  Kulturprogrammen und Freizeitaktivitäten teilzunehmen. Außerdem bietet das Internat Hilfe bei Hausaufgaben, Unterstützung beim Lernen, psychologische Betreuung sowie Begleitung bei Behördengängen.

## Auslandsbeziehungen
Es bestehen enge Beziehungen zu drei Partnerschulen in Myanmar, Taiwan und in der Tschechischen Republik. Die Mudita School in Myanmar wird zudem regelmäßig durch Spendenaktionen, die von den Schülern der HPC International School ins Leben gerufen werden, unterstützt. Schüler können durch die jährlichen Model-United-Nations-Konferenzen Schüler aus anderen Ländern kennenlernen und mit diesen interagieren.